# 張唯一 (越南)

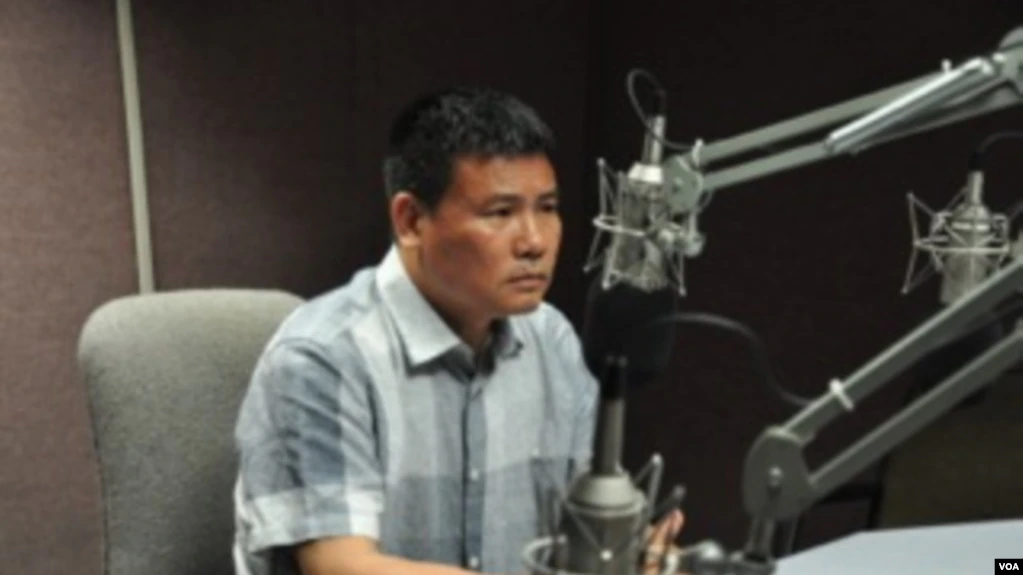
張唯一

張唯一（越南语：／；1964年1月31日—）是越南記者與持不同政見者。
2013年至2015年，他因在部落格上發表11篇批評越南總理並要求越南共產黨總書記下台的文章，而違反越南社會主義共和國刑法第258條被判處有期徒刑2年。
2019年1月，他前往曼谷的聯合國難民署尋求政治庇護，但卻在泰國失蹤。兩個月沒有消息之後，他出現在河內的T16拘留中心。
第二次，他於2020年3月一審後被判處10年有期徒刑，並於2020年8月提出上訴。

## 外部連結
- 張唯一的Facebook專頁